# Philoria pughi
A Philoria pughi a kétéltűek (Amphibia) osztályának békák (Anura) rendjébe, a mocsárjáróbéka-félék (Limnodynastidae) családjába, azon belül a Philoria nembe tartozó faj.

## Nevének eredete
A faj tudományos nevét Dailan Pugh tiszteletére kapta a faj élőhelyének megmentésére tett erőfeszítéseiért.

## Előfordulása
Ausztrália endemikus faja. Az Új-Dél-Wales államban emelkedő Gibraltar-hegységben 600 m-es tengerszint feletti magasságban honos.

## Megjelenése
Kis méretű, robusztus felépítésű békafaj, teste körte alakú, hossza elérheti a 30 mm-t. Bőre többnyire sima, de hátán előfordulhatnak hosszanti bőrkinövések, vagy oldala mentén és háta közepén bőrdudorok. Fejének szélessége keskenyebb annak hosszánál, pofája tömpe, orrlyukai közelebb állnak szeméhez, mint pofája csúcsához. Szeme viszonylag nagy méretű, pupillája vízszintes elhelyezkedésű, ínhártyája (sclera) kék. Hallószerve alig kivehető. Fejének szemei közötti része (canthus) konkáv. A vomer középen elválasztott két laterális lemezre oszlik a choana mögött. Nyelvének alakja négyszögletes.
Ujjai hosszúak és hengeresek, köztük nincs úszóhártya. A hímek első ujjain gyengén fejlett hüvelykvánkos van. A nőstények első és második ujjai ásásra alkalmas végződésűek. Háta általában egyenletes narancs színű vagy gesztenyebarna, esetleg narancs színű, szabálytalan sötét foltokkal tarkítva. Végtagjainak felső fele gesztenyebarna. Oldalán általában feltűnő, sarló alakú fekete folt látható. Pofája csúcsától szemén át mellső lábának tövéig fekete csík húzódik. Hasi oldala sárga színű, vörös foltokkal. Kloákáján fekete folt található, mely időnként áthúzódik a combokra is. Hátsó lábának alsó fele vagy túlnyomóan vörös, vagy sárga színű, melyen vörös foltok helyezkednek el.

## Életmódja
Szubtrópusi és mérsékelt övi esőerdők lakója. Igényli a folyamatos, magas páratartalmú környezetet. Vízzel átitatott talajban vagy nyirkos avarban és növényzetben tartózkodik. Megtalálható olyan párás eukaliptuszerdőkben is, ahol a sziklás talaj képes megtartani a felszíni nedvességet.
A hímek októbertől decemberig hívják énekükkel a nőstényeket. A párzás rejtett helyeken, általuk ásott üregekben vagy az avarban történik. A nőstény körülbelül 40 nagy méretű, szikzsákkal körülvett petét helyez a talajban kialakított fészekbe. A petékkel együtt váladékot is kiereszt, melyből lapátszerű ujjaival habos zselészerű fészket készít. A hab kezdetben sok levegőt tartalmaz, de egy idő után a buborékok távoztával szilárd zselé marad a fészekben. A lárvák nem táplálkoznak, fejlődésük során a szikanyagot fogyasztják. A kifejlődés és az átalakulás a fészekben megy végbe.

## Természetvédelmi helyzete
A vörös lista a veszélyeztetett fajok között tartja nyilván. Új-Dél-Wales állam törvényileg védi. Tenyészhelyén szarvasmarha-legeltetés is folyik, a marhák eltaposhatják tenyészhelyeiket, és a petékben is kárt okozhatnak. A faj a Gibraltar-hegység és a Washpool Nemzeti Park területén védett helyen él.